# Lintot
Lintot és un municipi francès situat al departament del Sena Marítim i a la regió de Normandia. L'any 2007 tenia 459 habitants.

## Demografia

### Població
El 2007 la població de fet de Lintot era de 459 persones. Hi havia 168 famílies de les quals 24 eren unipersonals (8 homes vivint sols i 16 dones vivint soles), 64 parelles sense fills, 76 parelles amb fills i 4 famílies monoparentals amb fills.
La població ha evolucionat segons el següent gràfic:
Habitants censats

### Habitatges
El 2007 hi havia 183 habitatges, 173 eren l'habitatge principal de la família, 4 eren segones residències i 7 estaven desocupats. Tots els 183 habitatges eren cases. Dels 173 habitatges principals, 160 estaven ocupats pels seus propietaris, 12 estaven llogats i ocupats pels llogaters i 1 estava cedit a títol gratuït; 2 tenien dues cambres, 16 en tenien tres, 45 en tenien quatre i 110 en tenien cinc o més. 146 habitatges disposaven pel capbaix d'una plaça de pàrquing. A 73 habitatges hi havia un automòbil i a 97 n'hi havia dos o més.

### Piràmide de població
La piràmide de població per edats i sexe el 2009 era:
| Homes | Edats   | Dones |
| ----- | ------- | ----- |
| 0     | 95 o +  | 0     |
| 0     | 90 a 94 | 4     |
| 0     | 85 a 89 | 4     |
| 0     | 80 a 84 | 0     |
| 0     | 75 a 79 | 4     |
| 4     | 70 a 74 | 4     |
| 16    | 65 a 69 | 8     |
| 16    | 60 a 64 | 20    |
| 20    | 55 a 59 | 8     |
| 8     | 50 a 54 | 16    |
| 20    | 45 a 49 | 8     |
| 12    | 40 a 44 | 24    |
| 16    | 35 a 39 | 12    |
| 16    | 30 a 34 | 24    |
| 12    | 25 a 29 | 8     |
| 8     | 20 a 24 | 4     |
| 12    | 15 a 19 | 16    |
| 4     | 10 a 14 | 16    |
| 20    | 5 a 9   | 12    |
| 16    | 0 a 4   | 4     |

## Economia
El 2007 la població en edat de treballar era de 305 persones, 237 eren actives i 68 eren inactives. De les 237 persones actives 220 estaven ocupades (124 homes i 96 dones) i 17 estaven aturades (9 homes i 8 dones). De les 68 persones inactives 33 estaven jubilades, 21 estaven estudiant i 14 estaven classificades com a «altres inactius».

### Ingressos
El 2009 a Lintot hi havia 173 unitats fiscals que integraven 451 persones, la mediana anual d'ingressos fiscals per persona era de 19.406 €.

### Activitats econòmiques
Dels 7 establiments que hi havia el 2007, 2 eren d'empreses de construcció, 2 d'empreses de comerç i reparació d'automòbils, 1 d'una empresa financera, 1 d'una empresa immobiliària i 1 d'una empresa de serveis.
Dels 2 establiments de servei als particulars que hi havia el 2009, 1 era un paleta i 1 fusteria.
L'any 2000 a Lintot hi havia 14 explotacions agrícoles que ocupaven un total de 520 hectàrees.

## Poblacions més properes
El següent diagrama mostra les poblacions més properes.